# Villemoustaussou
Villemoustaussou (occitanisch: Vilamostausson) ist eine südfranzösische Gemeinde mit 4.434 Einwohnern (Stand: 1. Januar 2022) im Département Aude in der Region Okzitanien. Die Gemeinde gehört zum Arrondissement Carcassonne und zum Kanton La Vallée de l’Orbiel. Die Einwohner werden Villemachois genannt.

## Geographie
Villemoustaussou liegt am Flüsschen Trapel. Begrenzt wird die Gemeinde im Süden durch den Canal du Midi. Umgeben wird Villemoustaussou von den Nachbargemeinden Villegailhenc im Norden, Conques-sur-Orbiel im Osten und Nordosten, Villalier im Osten, Villedubert im Südosten, Carcassonne im Süden sowie Pennautier im Westen.
Villemoustaussou gehört zu den Gemeinden, die Teile ihres Weines unter der Qualitätsbezeichnung Cabardès (AOC) vermarkten dürfen.

## Bevölkerungsentwicklung
| Jahr      | 1962 | 1968 | 1975 | 1982 | 1990 | 1999 | 2006 | 2017 |
| Einwohner | 947  | 1059 | 1706 | 2254 | 2729 | 2696 | 3034 | 4423 |